# C.A. Shah
Pour les articles homonymes, voir Shah.
Chirag Ali Shah, dit C.A. Shah, est un homme politique fidjien.

## Biographie
Fermier d'ascendance indienne, né en 1921, il est en 1963 l'un des fondateurs (avec notamment A.D. Patel,  James Madhavan et Sidiq Koya) de la Fédération citoyenne, mouvement politique issu du mouvement syndical agricole. Cette même année, il est nommé membre du Conseil législatif des Fidji par le gouverneur colonial britannique Sir Kenneth Maddocks (en), comme représentant de l'opposition,.
Il participe à la conférence constitutionnelle à Londres en 1965 visant à préparer la transition des Fidji vers l'indépendance. La Fédération citoyenne devient le Parti de la Fédération, et C.A. Shah est son candidat dans la circonscription ethnique indo-fidjienne de Viti Levu nord-est aux élections de 1966. Il la remporte confortablement, et siège sur les bancs de l'opposition parlementaire au gouvernement du grand chef autochtone Ratu Sir Kamisese Mara. Les Fidji accèdent à l'indépendance en 1970, et C.A. Shah est réélu député d'opposition au scrutin de 1972. Aux élections de mars 1977, il se présente avec succès dans la circonscription dite « nationale » (non-ethnique) couvrant le nord-est du pays. Ce scrutin n'ayant pas abouti à la formation d'un gouvernement stable, des élections anticipées se tiennent en septembre, et C.A. Shah est battu dans sa circonscription par le candidat du parti de l'Alliance.
Atteint d'un cancer, il est hospitalisé à Wollongong, en Australie, où il meurt en décembre 1983 à l'âge de 62 ans.